# Juan de Gurrea y Aragón
Juan de Gurrea y Aragón (Zaragoza, 1543 - Torrejón de Velasco, 6 de abril de 1573) fue un noble aragonés, conde de Ribagorza e hijo de Martín de Gurrea y Aragón y de su esposa Luisa de Borja.

## Biografía
Recibió el condado de Ribagorza al recibirlo por parte de su padre el 6 de mayo de 1565, como un intento de este para no verse envuelto en los conflictos del condado, al comprometerse Juan con Luisa Pacheco Cabrera, hija de los marqueses de Villena y duques de Escalona. La boda tuvo lugar el 18 de mayo de 1569.
Vivían en Toledo, y mientras se hallaban en su casa de Los Fayos, Juan mató a su esposa el 29 de agosto de 1571. Los familiares de ella, especialmente el conde de Chinchón, reclamaron venganza y por tanto Juan tuvo que huir a Italia, al Milanesado, donde fue detenido y cerca de Madrid fue condenado a muerte por el rey Felipe II. Fue ejecutado en Torrejón de Velasco el 6 de abril de 1573.
| Predecesor: Martín de Gurrea y Aragón | Conde de Ribagorza 1565 – 1573 | Sucesor: Martín de Gurrea y Aragón |